# Gmina Wielkie Oczy
Die Gmina Wielkie Oczy ist eine Landgemeinde im Powiat Lubaczowski der Woiwodschaft Karpatenvorland in Polen. Ihr Sitz ist das gleichnamige Dorf.

## Gliederung
Zur Landgemeinde (gmina wiejska) Wielkie Oczy gehören folgende zehn Dörfer mit einem Schulzenamt:
Bihale
Kobylnica Ruska
Kobylnica Wołoska
Łukawiec
Majdan Lipowiecki
Potok Jaworowski (Fehlbach)
Skolin
Wielkie Oczy
Wólka Żmijowska
Żmijowiska
Weitere Ortschaften der Gemeinde sind:
Chrycki
Czaplaki
Czopy
Dumy
Gieregi
Glinki
Horysznie
Kamienisko
Mielniki
Niwa
Podłazy
Romanki
Rotyska
Sople
Szczeble
Tarnawskie
Ulica
Wola
Zagrobla